# Parti libéral sénégalais
Le Parti libéral sénégalais (PLS) est un ancien parti politique sénégalais.

## Histoire
Créé en 1998, il est issu d'une scission avec le Parti démocratique sénégalais (PDS) et obtient sa reconnaissance officielle le 30 juin 1999.
Lors des élections législatives de 2001, il remporte 17 240 voix, soit 0,9 %, et obtient l'un des 120 sièges que compte alors l'Assemblée nationale du Sénégal.
En 2003, le parti fusionne avec le PDS.

## Orientation
Ses objectifs déclarés sont « d'assurer l'égalité de tous les citoyens devant la loi ; de développer et mettre au profit de la communauté toutes les ressources et richesses nationales sans aucune forme de discrimination ».

## Symboles
La couleur jaune d'or et le cercle de 10 étoiles noires étaient les signes distinctifs de ce parti.

## Organisation
Son siège se trouvait à Dakar.
Le parti était dirigé par Ousmane Ngom, juriste, actuel Ministre de l'Intérieur (2007).